# Spor Toto Cycling Team
Spor Toto Cycling Team is een Turkse wielerploeg die is opgericht in 2020 en direct een continentale status verkreeg van de UCI. 

## Geschiedenis
De ploeg werd opgericht in 2020 en verkreeg direct een continentale status van de UCI. Renners van de ploeg zegevierden voornamelijk in Turkse wedstrijden en op nationale kampioenschappen. In 2025 kwam een renner van de ploeg te overlijden. De destijds 21-jarige Mustafa Ayyorkun kwam in de Ronde van Iran van 2025 ten val, waarna hij in het ziekenhuis overleed wegens verwondingen aan zijn nekwervel.

## Bekende renners
Turken
- Batuhan Özgür (2020)
- Feritcan Şamlı (2020-)
- Mustafa Ayyorkun (2023-2025)
- Ahmet Örken (2023-)

Overig
- Aleksandr Jevtoesjenko (2020)
- Mamyr Stasj (2020-2021)
- Anatolij Boedjak (2021)
- Georgios Bouglas (2022)
- Edgar Nieto (2022)
- Oleksandr Prevar (2022)

## Overwinningen
2021
3e etappe Ronde van Mevlana: Anatolij Boedjak
Eindklassement Ronde van Mevlana: Anatolij Boedjak
Grote Prijs van Kayseri: Anatolij Boedjak
2022
Grote Prijs Yahyali: Oleksandr Prevar
2023
2e etappe Kirikkale Road Race: Ahmet Örken
1e etappe 100th Anniversary Tour of The Republic: Ahmet Örken
4e etappe 100th Anniversary Tour of The Republic: Serdar Anil Depe
2024
Proloog Ronde van Sakarya: Serder Anil Depe
7e etappe Ronde van het Qinghaimeer: Ahmet Örken
2025
2e etappe Ronde van Iran (Azerbeidzjan): Tahir Yiğit
5e etappe Ronde van Iran Azerbeidzjan: Tahir Yiğit

### Nationale kampioenschappen
2020
 Turks kampioen tijdrijden, beloften: Oguzhan Tiryaki
2021
 Turks kampioen tijdrijden, beloften: Halil Ibrahim Doğan
2022
 Turks kampioen op de weg, beloften: Samet Bulut
 Grieks kampioen op de weg, elite: Georgios Bouglas
2023
 Turks kampioen tijdrijden, beloften: Doğukan Arikan
 Turks kampioen op de weg, beloften: Emir Uzun
 Turks kampioen tijdrijden, elite: Ahmet Örken
2024
 Turks kampioen op de weg, beloften: Mustafa Said Erdemli
 Turks kampioen op de weg, elite: Doğukan Arikan
 Turks kampioen tijdrijden, elite: Ahmet Örken